# Tensor tympani-muskeln
Tensor tympani är en muskel i mellanörat, belägen i benkanalen ovanför den beniga delen av örontrumpeten, och ansluter till hammaren. Dess roll är att dämpa höga ljud, som de som produceras av tuggning, skrik eller åska. Eftersom dess reaktionstid inte är tillräckligt snabb kan muskeln inte skydda mot hörselskador orsakade av plötsliga höga ljud, som explosioner eller skott.

## Struktur

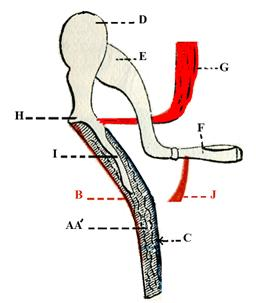
Införande av tensor tympani-muskeln på hammaren. AA' (två fibrösa kollagenskikt); B epidermis; C slemhinna; D huvud av hammaren; E städet; F stigbygeln; G tensor tympani; H lateral process av hammaren; I Manubrium av hammaren; J stigbygelmuskeln.

Tensor tympani är en muskel som finns i mellanörat. Den utgår från den broskiga delen av örontrumpeten och den intilliggande stora kilbensvingen. Den passerar sedan genom sin egen kanal och slutar i trumhålan som en smal sena som ansluter till handtaget på hammaren. Senan gör en skarp böj runt processus cochleariformis, en del av väggen i dess hålighet, innan den förenas med hammaren.
Tensor tympani tar emot blod från den mellersta hjärnhinneartären via den övre trumhinnan. Det är en av två muskler i trumhålan, den andra är stigbygelmuskeln.

### Nervtillförsel
Tensor tympani tillförs av tensor tympani-nerven, en gren av underkäksnerven av trillingnerven. Eftersom tensor tympani tillförs av motoriska fibrer i trillingnerven, tar den inte emot fibrer från trigeminusgangliet, som endast har sensoriska fibrer.

### Utveckling
Tensor tympani-muskeln utvecklas från mesodermal vävnad i 1:a svalgbågen.

## Funktion
Tensor tympani-muskeln dämpar ljudet som uppstår när man tuggar. När muskeln spänns drar den hammaren medialt, spänner trumhinnan och dämpar vibrationerna i hörselbenen och minskar därmed den upplevda styrkan hos ljud. Den ska inte förväxlas med stapediusreflexen.

### Frivillig kontroll
Sammandragande muskler producerar vibrationer och ljud. Långsamt ryckande fibrer ger 10 till 30 sammandragningar per sekund (motsvarande 10 till 30 Hz i ljudfrekvens). Snabbt ryckande fibrer ger 30 till 70 sammandragningar per sekund (motsvarande 30 till 70 Hz i ljudfrekvens). Vibrationen kan ses och kännas genom att man spänner musklerna kraftigt, som när man knyter näven hårt. Ljudet kan höras genom att pressa en kraftigt spänd muskel mot örat, återigen är en kraftigt spänd knytnäve ett bra exempel. Ljudet brukar beskrivas som ett mullrande ljud.
Vissa individer kan frivilligt producera detta mullrande ljud genom att dra ihop muskeln. Det mullrande ljudet kan också höras när nack- eller käkmusklerna är mycket spända, t.ex. vid en djup gäspning. Detta fenomen har varit känt sedan (åtminstone) 1884. Enligt National Institute of Health är detta ett extremt sällsynt tillstånd.

### Ofrivillig kontroll (tympanisk reflex)
Den tympaniska reflexen hjälper till att förhindra skador på innerörat genom att dämpa överföringen av lågfrekventa vibrationer från trumhinnan till det ovala fönstret. Reflexen har en reaktionstid på 40 millisekunder, inte tillräckligt snabb för att skydda örat från plötsliga höga ljud som en explosion eller skottlossning.

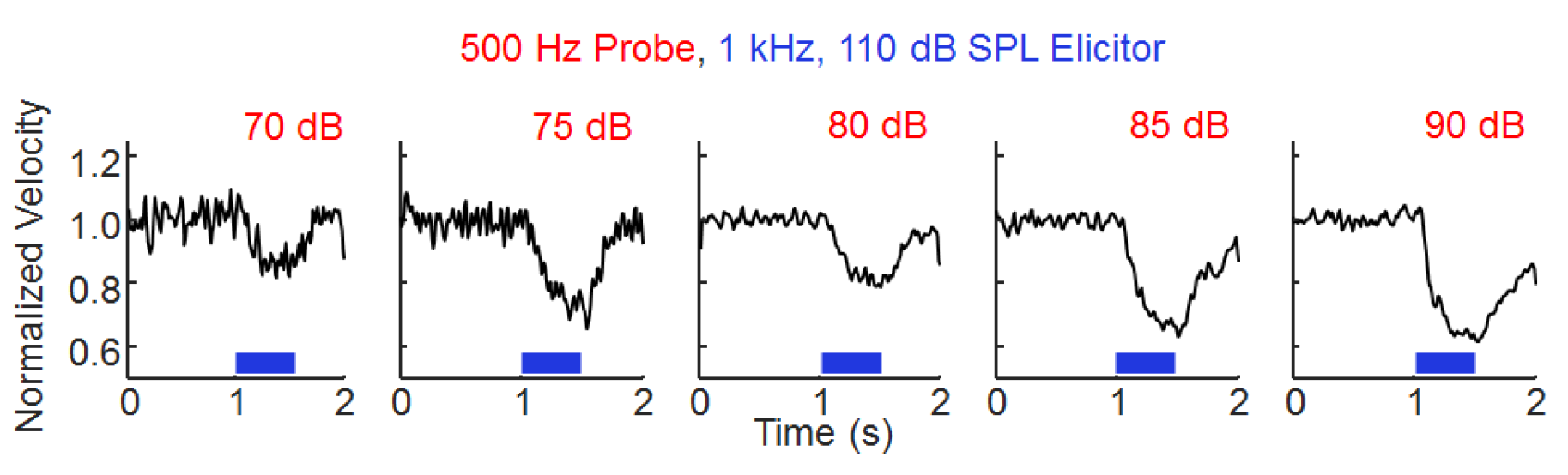
Exempel på uppkomsten och återhämtningen av stapediusreflexen mätt med ett system för doppler-anemometri med laser.

Reflexen utvecklades därför sannolikt för att skydda tidiga människor från kraftiga åsknedslag som inte inträffar på bråkdelen av en sekund.
Reflexen fungerar genom att musklerna i mellanörat, tensor tympani- och stigbygelmuskeln, dras samman. Stigbygelmuskeln innerveras dock av ansiktsnerven medan tensor tympani innerveras av trillingnerven. Tensor tympani drar hammarens manubrium inåt och stramar åt det medan stigbygelmuskeln drar stigbygeln inåt. Denna åtstramning dämpar den ljudvibration som tillåts tränga in i hörselsnäckan. Avvänjning från läkemedel som bensodiazepiner har varit känt för att orsaka tensor tympani-syndrom under avvänjningen. Den tympaniska reflexen aktiveras också när höga vibrationer genereras av personen själv. Tensor tympani-muskeln kan ofta observeras vibrera när man skriker högt, vilket dämpar ljudet något.

## Klinisk betydelse
Hos många personer med hyperakusi utvecklas en ökad aktivitet i tensor tympani-muskeln i mellanörat. Denna sänkta reflextröskel för kontraktion av tensor tympani aktiveras av uppfattningen/förväntningen av högt ljud, och kallas tensor tympani-syndrom. Hos vissa personer med hyperakusi kan tensor tympani-muskeln dra ihop sig bara genom att tänka på ett högt ljud. Efter exponering för outhärdliga ljud drar denna kontraktion av tensor tympani-muskeln ihop trumhinnan, vilket kan leda till symtom som öronsmärta/en fladdrande känsla/fyllnadskänsla i örat (utan någon sjukdom i mellan- eller innerörat).
Mekanismerna bakom dysfunktion av tensor tympani-muskeln och deras konsekvenser är hypoteser. I en publicerad studie har forskarna dock studerat fallet med en akustisk chock vars mekanismer tyder på dysfunktion i tensor tympani-muskeln. Denna studie verkar vara den första som ger experimentellt stöd för att mellanörats muskler kan bete sig onormalt efter en akustisk chock. Det föreslås att onormala kontraktioner av tensor tympani-muskeln kan utlösa neurogen inflammation. Faktum är att fibrer med substanserna P och CGRP hittades i närheten av varandra.